# لیزا دی وانا
لیزا دی وانا (انگلیسی: Lisa De Vanna؛ زادهٔ ۱۴ نوامبر ۱۹۸۴) بازیکن فوتبال اهل استرالیا است.
از باشگاه‌هایی که در آن بازی کرده‌است می‌توان به باشگاه فوتبال لینشوپینگ، واشینگتن فریدام، اسکای بلو اف‌سی، مجیک‌جک، بریزبن رور، بوستون بریکرز، واشینگتن اسپیریت، تیم ملی فوتبال زنان استرالیا، باشگاه فوتبال دونکستر راورز، باشگاه فوتبال آی‌ای‌کی، باشگاه فوتبال پرث گلوری، مجیک‌جک، باشگاه فوتبال پرث گلوری، باشگاه فوتبال نیوکاسل یونایتد جتس و باشگاه فوتبال پرث گلوری اشاره کرد.